# 강현면
강현면(降峴面)은 대한민국 강원특별자치도 양양군의 면이다.

## 개요
《강현면》은 1896년 조선 고종 33년 《강선면》이라하여 12개리를 합병하였다. 일제 시대 초기인 1914년 부군면 폐합 등에 따라 《사현면》과 통폐합 및 병합하여 《강현면》이라 개정하였다. 1945년 8월 15일 을유 광복 후 북한 치하에 있다가 9년 후 1954년 10월 21일 수복지구 임시행정조치법 등에 의거하여 대한민국에 복귀되었으며, 당초에는 강선정(신선이 내려왔음을 기념하는 정자)의 이름을 따서 강선면이라 하였으며, 후에 사현면(모래고개)을 통합하여 강선의 "강"자와 사현의 "현"자를 통하여 강현면이라 칭하였다.
1983년 2월 15일 상복리의 일부가 속초시 설악동에 편입되었고, 1992년 11월 23일 양양군 조례 제1399호로 전진1리가 전진1리와 주청리로 분리되었으며, 행정구역은 법정리 22, 행정리 24, 반수 64 개, 자연부락 44 개가 있으며, 총면적은 52.74 km2이며 인구는 4,415명, 가구는 1,945 가구이다.
양양국제공항의 개항에 따라 군용으로 이용 중인 속초공항이 양양 강현면에 있다.

## 행정 구역
| 법정리 | 한자명 | 행정리           | 비고                             |
| ------ | ------ | ---------------- | -------------------------------- |
| 간곡리 | 間谷里 | 간곡리           |                                  |
| 강선리 | 降仙里 | 강선리           |                                  |
| 광석리 | 廣石里 | 광석리           |                                  |
| 금풍리 | 金風里 | 금풍리           |                                  |
| 답리   | 沓里   | 답리             |                                  |
| 둔전리 | 屯田里 | 둔전리           |                                  |
| 물갑리 | 勿甲里 | 물갑리           |                                  |
| 물치리 | 沕淄里 | 물치리           |                                  |
| 방축리 | 防築里 | 방축리           |                                  |
| 사교리 | 沙橋里 | 사교리           |                                  |
| 상복리 | 上福里 | 상복리           | 일부 지역이 속초시 설악동에 편입 |
| 석교리 | 石橋里 | 석교리           |                                  |
| 용호리 | 龍湖里 | 용호리           |                                  |
| 장산리 | 長山里 | 장산리           |                                  |
| 적은리 | 積銀里 | 적은리           |                                  |
| 전진리 | 前津里 | 전진1리, 전진2리 |                                  |
| 정암리 | 釘岩里 | 정암1리, 정암2리 | 면사무소 소재지                  |
| 주청리 | 酒廳里 | 주청리           |                                  |
| 중복리 | 中福里 | 중복리           |                                  |
| 침교리 | 砧橋里 | 침교리           |                                  |
| 하복리 | 下福里 | 하복리           |                                  |
| 회룡리 | 回龍里 | 회룡리           |                                  |

## 관광
특히 긴백사장과 해송으로 유명한 낙산해수욕장과 설악해수욕장, 정암, 물치해수욕장은 여름피서지로 유명하며, 천년고찰 낙산사와 진전사 등 명승고적이 많아 전국의 많은 관광객들이 줄을 잇고 있다.